# Jamindan
Jamindan est une municipalité de la province de Cápiz, aux Philippines. En 2015, la localité compte 36 677 habitants.